# Wahasuchus egyptensis
Wahasuchus egyptensis — викопний вид крокодилоподібних плазунів, що існував у пізній крейді.

## Історія відкриття
Викопні рештки рептилії знайдені у 2018 році у відкладеннях формації Кусейр в оазі Харга в Єгипті. Були виявлені рештки черепа з щелепами, спинні хребці та фрагменти кінцівок.
Описаний міжнародною командою вчених під керівництвом єгипетського палеонтолога Сари Сабер. Родова назва Wahasuchus складається з арабського слова واحة (вага), що означає «оаза», та грецького «зухос» — «крокодил». Видовий епітет W. egyptensis латиною означає «єгипетський».